# Bruno von Langenbogen
Bruno von Langenbogen († Ende Januar 1304) war von 1285 bis 1304 Bischof von Naumburg.
Bruno stammte aus dem Ministerialengeschlecht von Langenbogen mit Stammsitz Langenbogen westlich von Halle. Bruno war Dompropst von Naumburg, diverse Familienmitglieder waren Angehörige des Domkapitels. Als Bischof setzte er sich, zusammen mit dem Meißner Bischof Withego I. und dem Merseburger Bischof Heinrich III., für den Landfrieden ein. Die aufstrebenden Wettiner boten Anlass zu Fehden und gerieten in einen Machtkampf mit dem König. Bruno nahm 1287 am Reichstag in Würzburg und 1289 in Erfurt teil. Mehrfach übertrug oder bestätigte er Besitz an die Klöster Langendorf, Pforta und Bosau. Das Klarissenkloster Weißenfels und das Dominikanerkloster Plauen, sowie das Zisterzienserinnenkloster Marienthal wurden in seiner Zeit als Bischof neu gegründet. Er erteilte zahlreiche Ablässe. Der Ort seiner Bestattung ist unbekannt.